# Església fortificada de Sant Quintí

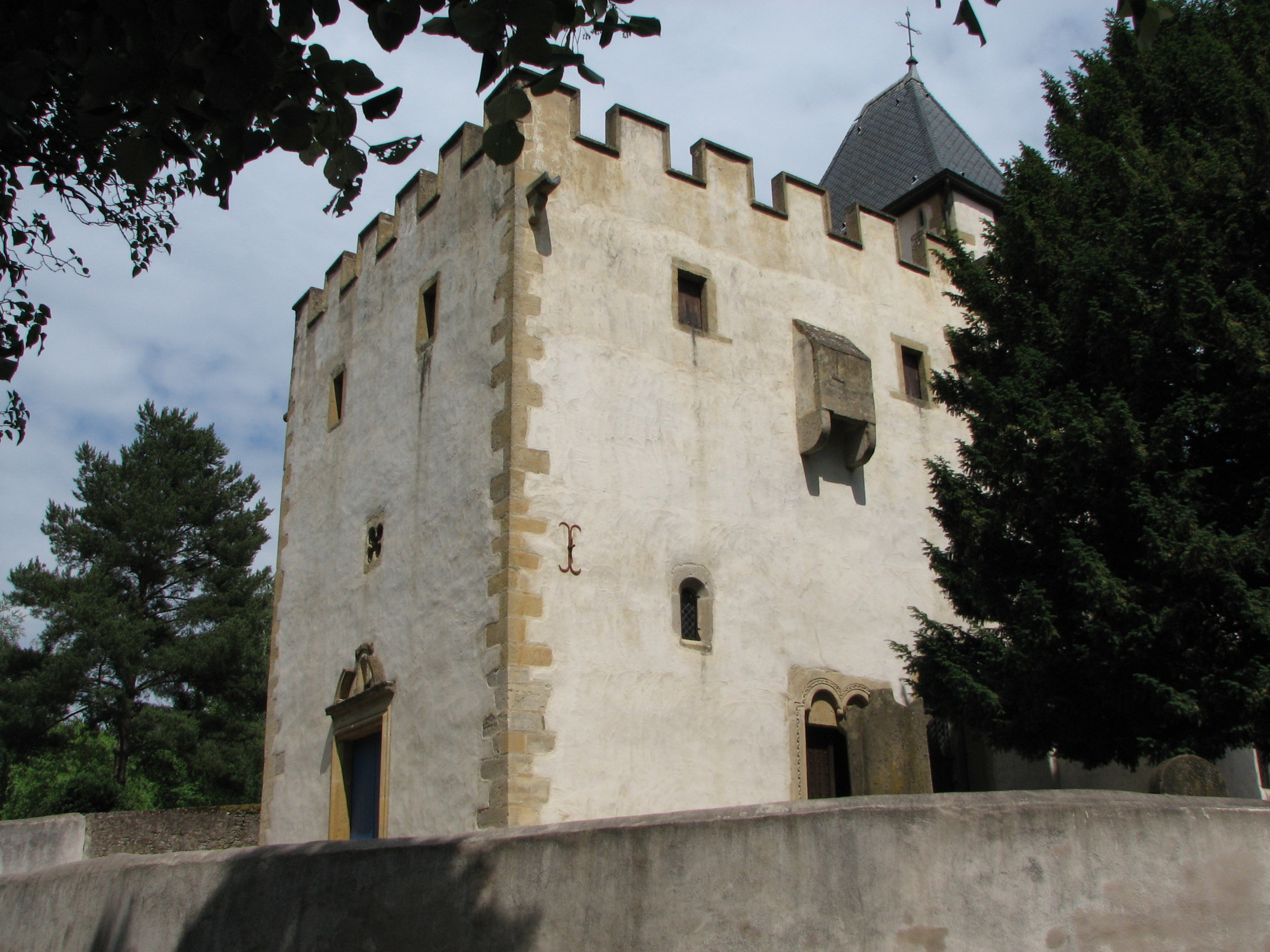
Església de Sant Quintí, façana est i sud

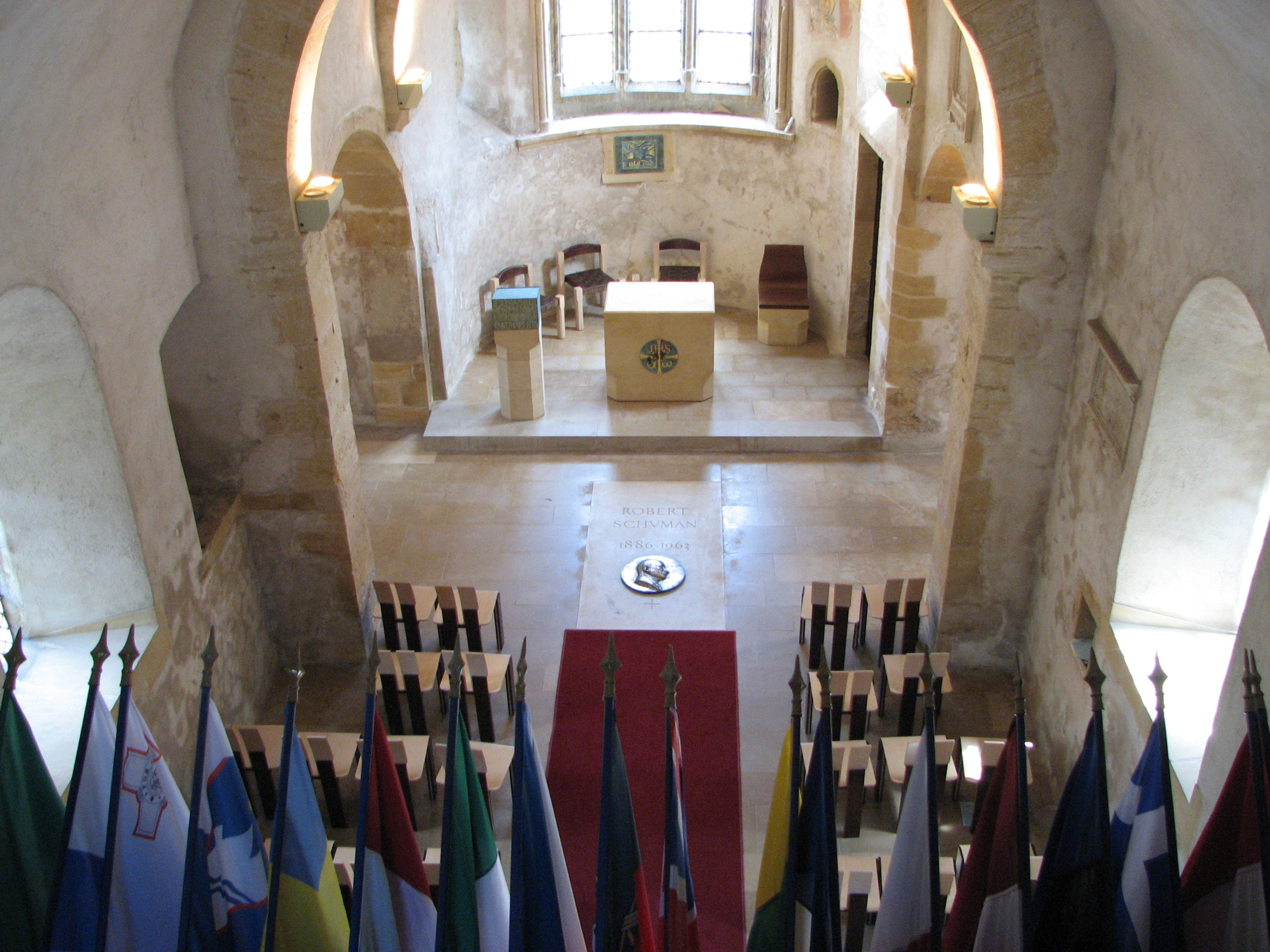
Església de Sant Quintí, interior

L'església de Sant Quintí és una església fortificada del segle xii, situada al municipi de Scy-Chazelles, de la perifèria de Metz. És el lloc de sepultura de Robert Schuman.

## Història
Al 825, el bisbe de Metz Drogon creà una parròquia, reagrupant quatre pobles. El bisbe Étienne de Bar, en lluita contra la ciutat de Metz, hi feu construir una primera capella el 1120, tot i que l'edifici actual és construït al final del segle xii.
El 1862, fou un dels primers edificis classificats pel departament de la Mosel·la. Forma part d'un conjunt d'esglésies fortificades que es troben al voltant de Metz.
Les petites finestres romàniques i l'ull de bou de la façana principal, encara visibles avui, daten del segle xii. Entre els segle xiii i segle xvi, es construïren dues capelles secundàries i el conjunt fou fortificat. S'afegí un pis sobre la nau, l'absis, els murs emmerletats i perforats de tirs, tancats per plafons en fusta.

## Restauracions
El 1887, la Mosel·la, sent part integrant de l'Imperi alemany, hi feu importants transformacions. Es perforaren àmplies finestres, la porta romànica fou condemnada i s'obrí una nova porta a l'est. Es construïren contraforts i la capçalera rebé una coberta en faldons de fusta. Els treballs foren dirigits per l'arquitecte alemany Paul Tornow, el mateix que conduirà més tard els treballs sobre la façana de la catedral Saint-Étienne de Metz.
El 1966, en el moment d'una nova restauració, es posaren al dia les pintures murals de l'absis. El 1999, en el moment d'una segona restauració, certs contraforts de Tornow foren suprimits, per tal de tornar a l'església l'aspecte més tradicional de les esglésies fortificades del país messin.

## Robert Schuman
Robert Schuman morí el 1963. Va viure a Scy-Chazelles, i és enterrat al cementiri municipal, després d'unes exèquies solemnes celebrades a la catedral de Metz. El 1966, les seves despulles foren transferides a l'església de Sant Quintí, que es troba al costat de la seva antiga casa, avui transformada en museu.

## A internet
- «Eglise Saint-Quentin (Scy-Chazelles, 1120) | Structurae». (en francès)